# Nyctalus furvus
Nyctalus furvus is een zoogdier uit de familie van de gladneuzen (Vespertilionidae). De wetenschappelijke naam van de soort werd voor het eerst geldig gepubliceerd door Imaizumi & Yoshiyuki in 1968.

## Voorkomen
De soort komt voor in Japan.